# Un match génial
 (juillet 2020).
Pour plus de détails, voir Fiche technique et Distribution.
Un match génial (Gone Batty en anglais) est un cartoon américain Looney Tunes de 1954 réalisé par Robert McKimson. 